# Sergio Angulo
Pour les articles homonymes, voir Angulo.
Sergio Angulo, né le 14 septembre 1960 à Ibagué (Colombie), est un footballeur colombien, qui évoluait au poste d'attaquant au Deportivo Cali, au Cúcuta Deportivo, à l'Independiente Santa Fé, à l'America Cali, au Deportivo Pereira, à Popayán, au Deportivo Pasto, au Deportivo Unicosta et à  Univalle ainsi qu'en équipe de Colombie.
Sergio Angulo ne marque aucun but lors de ses neuf sélections avec l'équipe de Colombie entre 1987 et 1991. Il participe à la Copa América en 1987 et 1989 avec la Colombie.

## Palmarès

### En équipe nationale
- 9 sélections et 0 but avec l'équipe de Colombie entre 1987 et 1991.
- Troisième de la Copa América 1987.
- Participe au premier tour de la Copa América 1989.

### Avec l'America Cali
- Vainqueur du Championnat de Colombie de football en 1990 et 1992.

### Avec le Deportivo Unicosta
- Vainqueur du Championnat de Colombie de football D2 en 1997.

### Distinctions personnelles
- Meilleur buteur du Championnat de Colombie de football en 1988.